# Ceratina azurea
Ceratina azurea är en biart som beskrevs av Raymond Benoist 1955. Ceratina azurea ingår i släktet märgbin, och familjen långtungebin. Inga underarter finns listade i Catalogue of Life.